# Polaków Portret Własny
Polaków portret własny (PPW) – program publicystyczny emitowany w latach 90. XX wieku na antenie Programu Drugiego Telewizji Polskiej. Główną ideą programu było skłonienie widza do refleksji nad własnym życiem, o czym świadczy motto programu, które brzmiało Im więcej będziemy wiedzieć, tym mniej damy się manipulować, bowiem nie ma ludzi nieomylnych. Strona główna programu znajdowała się pod adresem www.ppw.com.pl.
W blisko 150 odcinkach programu prezentowany jest inny problem, który prowadzący rozważa wraz z zaproszonymi gośćmi, żeby pod koniec programu przygotowanymi wcześniej przez specjalistów badaniami potwierdzić stawianą hipotezę.

## Redakcja programu
- Prowadzenie - Walter Chełstowski
- Redakcja:
  - Anna Chunowska
  - Wojciech Saramonowicz
  - Grzegorz Czerniak
- Wykresy - Andrzej Rudź
- Montaż - Maciej Szwabe
- Kierownik produkcji - Basia Adamczyk

## Odcinki
1. Dusza?
2. Do Hymnu!
3. Nasi chłopcy z Iraku
4. Hip-Hop a sprawa polska (cz. 2)
5. Hip-Hop a sprawa polska (cz. 1)
6. Tylko Tobie to powiem...
7. Uciechy z pociechy?
8. Lubię ten sport
9. Z pieśnią na ustach
10. Kraina wiecznej szczęśliwości
11. Uwaga! Kobieta!
12. Mężczyzna - rzecz nabyta
13. Być gejem
14. Lusterko prawdę ci powie, cz. 1 (powtórka)
15. Pieskie życie (powtórka)
16. 100 lat... 100 lat...
17. Jestem osobą niepełnosprawną
18. Mistrz kierownicy ucieka
19. Dziesięciu sprawiedliwych
20. Rozkoszne słabości
21. Ksiądz też człowiek
22. Idziemy do kina
23. Lusterko prawdę ci powie, cz. II
24. Lusterko prawdę ci powie, cz. I
25. Kocha, lubi, szanuje...
26. Utopia
27. Pieskie życie
28. Czytanie nie boli
29. Jestem Polakiem - to widać, słychać i czuć
30. Skrzydełko czy nóżka?
31. Przysposobienie do życia w miłości
32. Lepiej być zdrowym
33. Baba z wozu...
34. Polak a Europejczyk:
35. Eurosatyryk
36. Bić albo nie bić
37. Śmierć
38. Trochę kultury, chamie
39. Internet, ty i ja
40. Czy dziadków przyniósł bocian?
41. Polityków Portret Własny
42. Polak, Anglik - dwa bratanki
43. Raj na ziemi
44. Pół żartem, pół serio
45. Prostytucja
46. Niech nam żyje Młoda Para
47. Ta okropna młodzież... (powtórzenie)
48. Wódka
49. Ta okropna młodzież...
50. Zbrodnia i kara
51. Marsjanie i Wenusjanki
52. o gwiazdach, wróżbach i horoskopach
53. o biedzie i bogactwie
54. o nowym tysiącleciu
55. o wróżbach i horoskopach
56. o miłości i seksie
57. o pamięć narodowej
58. o mniejszościach narodowych
59. o sytuacji materialnej Polaków
60. o znudzeniu we dwoje
61. o starości
62. o transformacji
63. o męskiej rywalizacji
64. o polskich kierowcach
65. o stresie
66. o Unii Europejskiej
67. o naszym bezpieczeństwie
68. o seksie pod chmurką
69. o optymizmie i pesymizmie
70. o mężczyznach doskonałych
71. o wyborach prezydenckich
72. o przemocy w rodzinie
73. o pornografii
74. o polskim rynku pracy
75. o elitach rządzących
76. o wartościach w życiu
77. o mężczyznach
78. o partiach politycznych
79. o Unii Europejskiej
80. o eutanazji
81. o kryzysach damsko-męskich
82. o higienie Polaków
83. o dyskryminacji kobiet
84. o tradycjonalizmie Polaków
85. o szefach i sekretarkach
86. o romantyzmie Polaków
87. o ludzkiej głupocie
88. o seksie wśród nastolatków
89. o łapówkarstwie w Polsce
90. o zjawiskach nadprzyrodzonych
91. o prawdziwych mężczyznach
92. o zbliżającym się XXI wieku
93. o ochronie danych osobowych
94. o polskiej wsi
95. o mniejszościach narodowych
96. o klasach społecznych
97. o wejściu Polski do NATO
98. o ubiegłym roku 1998
99. o seksualności mężczyzn
100. o konfliktach społecznych
101. o prawdziwym Polaku
102. o stanie wojennym
103. o PRL-u
104. o Unii Europejskiej
105. o wyborach samorządowych
106. o pasjach Polaków
107. o narkotykach
108. o ideale mężczyzny
109. o współczesnym rynku pracy
110. o podwójnej moralności Polaków
111. o instytucji Kościoła
112. o zdrowym stylu życia
113. o nastolatkach
114. o polskiej biedzie
115. o bankach
116. o ubezpieczeniach
117. o reformie administracyjnej kraju
118. o seksie
119. o zwierzętach
120. o kobietach w polityce
121. o przestępczości nieletnich
122. o dziennikarzach
123. o Polaku konsumencie
124. o reformach i transformacjach
125. o Polaku frasobliwym
126. o służbie zdrowia
127. o mniejszościach narodowych
128. o naszym stosunku do pracy
129. o rolach społecznych
130. o lipcowej powodzi
131. o mniejszościach społecznych
132. o wojsku polskim
133. o polskiej wsi
134. o samochodach
135. o wakacjach
136. o ekologii
137. Eurobarometr '96
138. o polskiej szkole